# Matthew George Easton
Matthew George Easton (3 giugno 1823 – 27 febbraio 1894) è stato uno scrittore ministro di culto scozzese.
È noto soprattutto per l’Easton's Bible Dictionary, dizionario biblico che fu pubblicato tre anni dopo la sua morte. Inoltre, tradusse in inglese due dei commenti di Franz Delitzsch.
Studiò all'Università di Glasgow e prestò servizio come ministro di culto Chiesa presbiteriana riformata di Scozia, dapprima a Girvan nel 1848, poi a Darvel nel 1861, quindi nella Chiesa libera di Scozia a Darvel (dal 176 fino alla morte).